# 충남고속
충남고속(忠南高速)은 충청남도를 연고로 하는 여객 운수업 회사이고 본사는 충청남도 예산군 예산읍 금오대로 35-14 (산성리)에 있다.

## 역사
1966년에 옛 충남여객자동차(忠南旅客自動車)의 노선 일부를 양수하여 충남교통운수(忠南交通運輸)라는 상호로 설립하였다. 1967년에 관광운수사업 면허를 취득했다. 1974년에 국내 알선사업 면허를 취득했으며, 1977년에 준직영에서 기업화로 전환되었다. 1979년 12월에 서천군내버스를 서부교통(현 서천여객)으로 분리독립시킨 것을 시작으로 1981년 1월 1일에 서산시내버스를 서령버스, 당진시내버스를 당진여객, 홍성군내버스를 홍주여객, 예산군내버스를 예산교통 등으로 각각 분리시킨데 이어 같은해 10월 10일에 관광운수사업 면허를 반납했으며, 1983년에 국내 알선사업 면허를 반납했다. 1992년에 본사가 예산군 예산읍 예산리 438-1번지에서 산성리로 이전했으며, 1996년에 천안종합버스터미널을 매각하였다. 1998년 3월 12일에 상호가 현재의 사명으로 변경되면서 현재에 이르게 되었다. 2016년 9월 전국고속버스운송사업조합의 회원사로 가입하면서 시외버스 업체에서 고속버스 업체로 전환하였다.

## 운행 노선
2015년 6월 15일 기준이다.
| 운행업체 | 보유 노선수 | 보유 노선수 | 보유 노선수 | 면허 대수 | 면허 대수 | 면허 대수 | 등록 대수 | 등록 대수 | 등록 대수 |
| -------- | ----------- | ----------- | ----------- | --------- | --------- | --------- | --------- | --------- | --------- |
| 운행업체 | 노선 합계   | 시외버스    | 고속버스    | 대수 합계 | 시외버스  | 고속버스  | 대수 합계 | 시외버스  | 고속버스  |
| 충남고속 | 183         | 168         | 15          | 223       | 154       | 69        | 223       | 154       | 69        |

### 고속버스
2024년 4월 기준이다. 모든 노선이 시외버스에서 고속버스로 전환된 노선이다.
| 운행 노선       | 공동 운행사       | 운행구간 | 운행구간 | 운행구간 | 경유지         | 운행 대수 | 운행 대수 | 비고                                   |
| 운행 노선       | 공동 운행사       | 운행구간 | 운행구간 | 운행구간 | 경유지         | 일반      | 우등      | 비고                                   |
| --------------- | ----------------- | -------- | -------- | -------- | -------------- | --------- | --------- | -------------------------------------- |
| 서울 ↔ 당진     | 대원고속 한양고속 | 서울호남 | ↔        | 당진     | 기지시(일부)   | 3         | 13        | 2014년 10월 28일 우등 증차             |
| 서울 ↔ 보령     | 한양고속          | 서울호남 | ↔        | 보령     |                | 5         | 8         |                                        |
| 서울 ↔ 서산     | 한양고속          | 서울호남 | ↔        | 서산     |                | 4         | 24        |                                        |
| 서울 ↔ 안면도   | 한양고속          | 서울호남 | ↔        | 안면도   | 창기리         | 2         | -         |                                        |
| 서울 ↔ 예산     |                   | 서울호남 | ↔        | 예산     | 덕산스파(일부) | 3         | 4         |                                        |
| 서울 ↔ 청양     |                   | 서울호남 | ↔        | 청양     | 정산           | 4         | 2         | 2023년 7월 21일 우등고속 운행 시작     |
| 서울 ↔ 태안     | 한양고속          | 서울호남 | ↔        | 태안     |                | 2         | 4         |                                        |
| 서울 ↔ 홍성     |                   | 서울호남 | ↔        | 홍성     | 내포시         | 6         | 8         |                                        |
| 인천 ↔ 서산     | 한양고속          | 인천     | ↔        | 서산     |                | 3         | 5         |                                        |
| 인천 ↔ 태안     | 한양고속          | 인천     | ↔        | 태안     |                | 2         | 5         |                                        |
| 대전 ↔ 당진     | 한양고속          | 대전     | ↔        | 당진     | 기지시(일부)   | 3         | 7         |                                        |
| 대전 ↔ 서산     | 한양고속          | 대전     | ↔        | 서산     |                | 3         | 7         |                                        |
| 대전 ↔ 태안     | 한양고속          | 대전     | ↔        | 태안     |                | 2         | 4         |                                        |
| 부천 ↔ 서산     | 한양고속          | 부천     | ↔        | 서산     |                | -         | -         |                                        |
| 당진 ↔ 부산     | 천일고속          | 당진     | ↔        | 부산     | 기지시         | -         | -         | 2023년 2월 한일고속의 운행분 인수      |
| 당진 ↔ 부산서부 |                   | 당진     | ↔        | 부산서부 | 기지시         | -         | 2         | 2021년 3월 12일 천일고속의 운행분 인수 |
| 논산 ↔ 부산     |                   | 논산     | ↔        | 부산     | 기지시         | -         | 2         | 2023년 2월 한일고속의 운행분 인수      |

### 시외버스
서울남부버스터미널 (서초동) 출발 노선
- 서울남부 → 한서대학교, 해미, 서산
- 서울남부 → 서산 → 태안 (만리포, 안면도)
- 서울남부 → 홍성, 광천, 보령
- 서울남부 → 서천, 장항(금남고속, 삼흥고속, 한양고속과 직통 공동 운행)
- 서울남부 → 신창, 신례원, 예산, 청양
- 서울남부 → 신창, 신례원, 예산, 삽교, 리솜스파캐슬
- 서울남부 → 운정리, 거산리, 합덕 (밀두리 경유)
- 서울남부 → 복운리(송악이주단지)
- 서울남부 → 정부세종청사, 세종시 → 정부대전청사 → 유성
- 서울남부 → 정부세종청사 → 세종시 (삼흥고속, 한양고속, 중부고속, 금남고속, 금호고속 공동 운행)

동서울종합버스터미널 (구의동) 출발 노선
- 동서울 → 당진 (한양고속과 공동배차)
- 동서울 →홍성, 보령, 광천한양고속, 대원고속, 금남고속과 공동 운행)
- 동서울 → 서산 → 태안
- 동서울 → 예산 → 청양(봉강교,배방,신창,신례원,신양,운곡 경유 노선 이 같거나 다름)

인천종합버스터미널 (관교동) 출발 노선
- 인천 → 당진 (송악IC, 당진IC 구분, 한양고속과 공동 운행)
- 인천 → 아산 (천안 경유, 동양고속, 금남고속과 공동 운행)
- 인천 → 보령, 대천해수욕장 (직통과 예산경유로 나뉨)
- 인천 → 부여 (예산,청양 경유, 금남고속, 삼흥고속과 공동 운행)
- 인천 → 합덕 (복운리, 운정리, 거산리 경유, 한양고속과 공동 운행)
- 인천 → 서산 (직통과 나뉨 한서대,해미 경유 한양고속 공동 운행)
- 인천 → 청양(신창,운곡,예산 경유)
- 인천 → 태안(한양고속 공동운행 직통 노선)
- 인천 → 천안(동양고속과 공동 운행)

천안 출발 노선 (서해안 노선들은 쌍용동 시외버스 정류소 경유)
- 천안 → 강릉 (서울고속, 강원여객, 금남고속 공동 운행)
- 천안 → 서산, 태안 (아산 경유, 무정차로 서산과 태안만 운행, 천안,태안에서 매 정시에 출발)
- 천안 → 서천, 장항, 군산 (무정차로 서천,장항, 군산만 운행, 하루 2편만 운행)
- 천안 → 아산, 당진, 서산, 태안 (완행노선, 종착지가 노선마다 다름)
- 천안 → 아산, 예산, 홍성, 서산, 태안 (완행노선, 종착지가 노선마다 다름)
- 천안 → 아산, 예산, 홍성, 보령 (완행노선, 종착지가 노선마다 다름)
- 천안 → 아산, 예산, 청양, 부여 (완행노선, 종착지가 노선마다 다름)
- 천안 → 안산 (상록수역 경유, 용남고속, 금남고속 공동 운행)
- 천안 → 성남 (금남고속, 중부고속, 한양고속, 대원고속 공동 운행)

아산 출발 노선
- 아산 → 성남 (천안 경유)
- 아산 → 안성 (천안, 중앙대학교 경유)
- 아산 → 당진 (직통과 완행으로 나뉨, 종착지가 노선마다 다름)
- 아산 → 청양 (완행노선, 종착지가 노선마다 다름)
- 아산 → 서산 → 태안 (완행노선이며 종착지, 경유지가 노선마다 다름)
- 아산 → 서산 → 태안 (천안에서 출발한 차량들이며 무정차로 서산, 태안만 운행)

태안 출발 노선
- 태안 → 서산 → 당진 → 의정부 (한양고속과 공동 운행) 상행 첫차는 동두천까지 운행
- 태안 → 서산 → 당진 → 수원 (한양고속과 공동 운행)
- 태안 → 서산 → 당진 → 부천 (한양고속과 공동 운행)
- 태안 → 서산 → 당진 → 안양 (일부시간대 KTX 광명역까지 운행, 종착지가 노선마다 다름, 용남고속과 공동 운행)
- 태안 → 서산 → 당진 → 김포국제공항 → 고양 (한양고속과 공동 운행)
- 태안 → 서산 → 당진 → 성남 (한양고속과 공동 운행)
- 태안 → 서산 → 해미 → 보령 → 군산 (일부 시간대 고북 경유)
- 태안 → 서산 → 해미 → 홍성 → 청양 → 부여
- 태안 → 남면 → 안면도 → 꽃지 (일부 시간대 영목까지 운행)
- 태안 → 소원 → 만리포
- 태안 → 연포 → 안흥

대전복합 출발노선
- 대전 → 유성 → 합덕 → 당진→ 서산 → 태안
- 대전 → 서산 → 태안
- 대전 → 예산, 홍성
- 대전 → 신례원, 예산, 홍성, 서산
- 대전 → 보령(공주, 청양 경유 완행, 금남고속, 삼흥고속 공동 운행)[5]
- 유성 → 정부대전청사 → 세종시, 정부세종청사 → 남서울

대전서남부터미널 출발 노선
- 대전서남부 → 공주 → 고속 → 당진, 서산, 태안
- 대전서남부 → 공암, 공주, 정산, 청양, 홍성, 서산, 태안
- 대전서남부 → 공암, 공주, 정산, 청양, 보령, 대천해수욕장 (완행노선)
- 대전서남부 → 공암, 공주, 유구, 예산, 삽교, 덕산, 해미, 서산
- 대전서남부 → 공암, 공주, 유구, 예산, 신례원, 합덕, 당진, 서산

홍성 출발 노선
- 홍성 → 천안 (예산, 신례원, 신창, 아산 경유, 완행노선)
- 홍성 → 인천 (예산, 신롕원)
- 홍성 → 서산, 태안 (종착지가 노선마다 다름)
- 홍성 → 대천해수욕장 (광천,보령 경유)
- 홍성 → 장항 (광천, 보령, 서천 경유)
- 홍성 → 동대전 (예산 경유)
- 홍성 → 동대전 (내포신도시, 대전청사 경유)

서산 출발 노선
- 서산 → 당진 → 기지시 → 아산 → 천안 → 춘천
- 서산 → 당진 → 기지시 → 신복 → 울산(삼흥고속과 공동운행)
- 서산 → 당진 → 기지시 → 동대구[6] (한양고속, 금남고속, 삼흥고속, 천마고속과 공동 운행)
- 서산 → 당진 → 기지시 → 구미 → 포항(삼흥고속과 공동운행)

군산 출발 노선
- 군산 → 성남 (경기고속, 금남고속과 공동 운행)
- 군산 → 천안 (장항, 서천 경유)
- 군산 → 당진 (내포신 도시 경유, 막차는 직통 운행)

인천국제공항 출발 노선
- 인천국제공항 → 김포국제공항 → 당진 → 서산 → 태안 (한양고속과 공동 운행)
- 인천국제공항 → 김포국제공항 (일부 시간대에는 송도국제도시 (인천대입구역) 경유) → 천안 → 아산 (중부고속, 금남고속, 한양고속과 공동 운행)
- 인천국제공항 → 천안아산역 → 아산(한양고속, 중부고속, 금남고속 공동 운행)

기타 출발 노선
- 보령 → 안양 → 부천
- 당진 → 서산 → 광주 (금호고속과 공동 운행)

## 운행 차량

#### 현대자동차
- 유니버스 스페이스 력셔리
- 뉴프리미엄 유니버스 스페이스 력셔리
- 뉴프리미엄 유니버스 럭셔리
- 뉴프리미엄 유니버스 프라임
- 뉴프리미엄 유니버스 익스프레스 노블
- 뉴프리미엄 유니버스 노블
- 뉴프리미엄 유니버스 프레스티지 EX
- 뉴프리미엄 유니버스 프라임 EX

#### 기아
- 뉴그랜버드 그린필드
- 뉴그랜버드 파크웨이
- 뉴 그랜버드 이노베이션 선샤인
- 그랜버드 슈퍼 프리미엄 파크웨이
- 그랜버드 슈퍼 프리미엄 선샤인
- 그랜버드 슈퍼 프리미엄 실크로드
- 그랜버드 슈퍼 프리미엄 실크로드 캄

## 갤러리

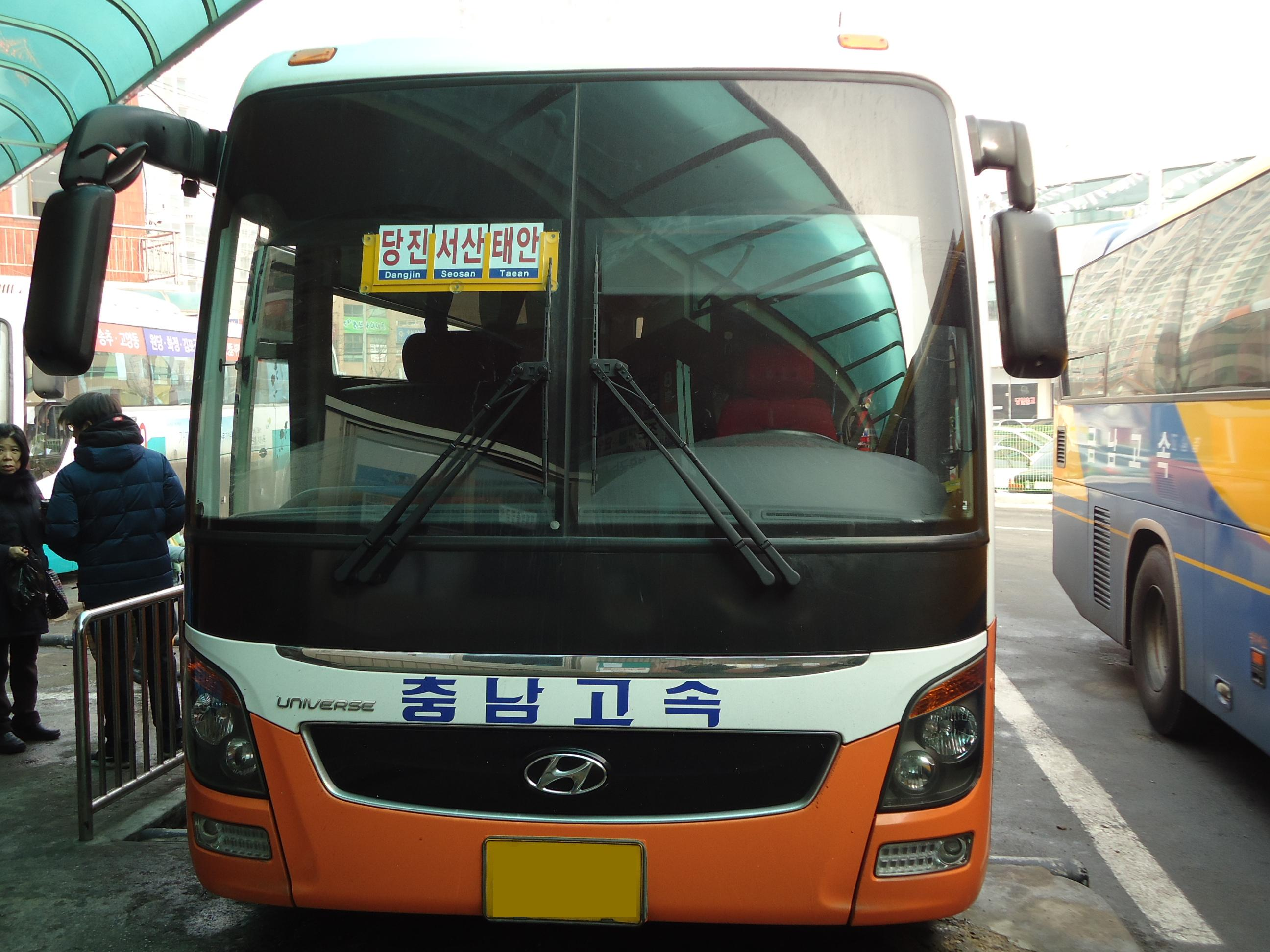
뉴 프리미엄 유니버스 스페이스 럭셔리